# Огборн, Уильям Филдинг
Уи́льям Фи́лдинг О́гборн (англ. William Fielding Ogburn; 29 июня 1886 — 27 апреля 1959) — американский социолог. Один из создателей социологии науки и социологии техники. Доктор социологии, профессор.

## Биография
В 1910, будучи студентом, познакомился с идеями З. Фрейда и в 1915 познакомил с ними К. Паркера.
После получения образования работал социологом в Чикагском университете.
В 1918 прошел дидактический психоанализ у Т. Барроу.
В 1919 исследовал психологические основания экономического понимания истории.
Использовал теории неврозов Фрейда и индустриальных психозов Паркера.
Оказал большое влияние на внедрение психоанализа в американскую социологию. В начале 1920-х Огборн изучал проблему социальных изменений. Считал, что ведущим фактором социальных изменений являются «материальная культура» (или техника), развивающиеся быстрее «нематериальной культуры». Создал концепцию «культурного отставания». В цикле статей «Национальная политика и техника» (1930-е), «Техника и социология» (1938) и др. работах развивал идеи о том, что именно достижения науки и техники влекут за собой изменения социальной и культурной жизни. Исследовал пути адаптации человеческой природы и общества.
Доказывал, что урбанизация и индустриализация ведут к сокращению и распаду семьи. В 1930—1940-х активно занимался социологией науки и техники, исследовал последствия научно-технического прогресса для общества. Автор книг: «Социальные изменения» (1922), «Социальные эффекты авиации» (1946), «Справочник по социологии» (1947, в соавторстве), «Техника и международные отношения» (1949, редактор) и др.